# Lucifer (serie de televisión)
Lucifer es una serie de televisión estadounidense desarrollada por Tom Kapinos que se estrenó en Estados Unidos en Fox el 25 de enero de 2016. Se basa en el personaje de DC Comics creado por Neil Gaiman, Sam Kieth y Mike Dringenberg tomado de la serie de cómics The Sandman, quien más tarde se convirtió en el protagonista de una serie de cómics derivada, ambos publicados por la imprenta Vertigo de DC Comics. La serie es producida por Jerry Bruckheimer Television, DC Entertainment y Warner Bros. Television.
La serie gira en torno a Lucifer Morningstar interpretado por Tom Ellis, el Diablo, que abandona el Infierno por Los Ángeles, donde dirige su propio club nocturno y se convierte en consultor del LAPD. El elenco principal y secundario incluye a Lauren German como la detective Chloe Decker, Kevin Alejandro como el detective Daniel «Dan» Espinoza, D. B. Woodside como Amenadiel, Lesley-Ann Brandt como Mazikeen, Rachael Harris como la Dra. Linda Martin; además de Aimee Garcia como Ella Lopez y Tricia Helfer como la Diosa y Charlotte Richards (a partir de la temporada 2). La filmación tuvo lugar principalmente en Vancouver, Columbia Británica, antes de que la producción se trasladara por completo a Los Ángeles, California, a partir de la tercera temporada.
La primera temporada recibió reseñas mixtas de los críticos, aunque las temporadas siguientes fueron mejor calificadas; muchos críticos elogiaron especialmente la actuación de Ellis. A pesar de que en un principio hubo un gran número de espectadores en su estreno, los índices de audiencia se mantuvieron constantemente bajos a lo largo de las tres temporadas de la serie en Fox. Lucifer fue cancelada después de tres temporadas y, un mes más tarde, Netflix retomó la serie para su cuarta temporada, que recibió altos índices de audiencia y aclamación crítica. Netflix renovó la serie para una quinta temporada de dieciséis episodios, la primera mitad se lanzó el 21 de agosto de 2020 y la segunda el 28 de mayo de 2021. Aunque inicialmente se informó que la quinta sería la última, en junio de 2020 la serie fue renovada para una sexta y última temporada de diez episodios, que se estrenó el 10 de septiembre de 2021 con un final completamente cerrado el cual nos demuestra que esta vez si es el final de esta serie.

## Sinopsis
La serie se centra en Lucifer Morningstar (Tom Ellis), un ángel hermoso y poderoso que fue expulsado del cielo por traición. Como el Diablo, se aburre y es infeliz como el Señor del Infierno durante miles de millones de años. Renuncia a su trono desafiando a su padre (Dios) y abandona su reino por Los Ángeles, donde termina dirigiendo su propio club nocturno llamado «Lux». Se involucra en un caso de asesinato con la detective Chloe Decker (Lauren German), y posteriormente es invitado a ser consultor del LAPD. A lo largo de la serie, varias amenazas celestiales y demoníacas llegan a Los Ángeles; al mismo tiempo, Lucifer y Chloe terminan apreciando y siendo felices el uno con el otro.

## Elenco y personajes
- Tom Ellis como Lucifer Morningstar/Arcángel Samael: el Señor del Infierno, que está aburrido de su vida, abandona su trono y se convierte en un consultor civil del Departamento de Policía de Los Ángeles mientras dirige su propio club nocturno de alta gama llamado «Lux».[5]

- Lauren German como la detective Chloe Decker: su difunto padre era oficial de policía del LAPD y ella es detective de homicidios. Ella resuelve crímenes con Lucifer después de que él se interesa en ella una vez que parece ser inmune a sus habilidades.[6]
- Kevin Alejandro como el detective Daniel «Dan» Espinoza † : un detective de homicidios del LAPD y el exmarido de Chloe. Él es el padre de Trixie.[7]
- D. B. Woodside como Amenadiel: un ángel, el hermano mayor de Lucifer y todos sus hermanos. Llega a Los Ángeles para alentar a Lucifer a regresar al infierno, y al fallar, intenta obligar a Lucifer a regresar de diferentes maneras, hasta que se quedó en la Tierra decepcionado con su padre.[8]
- Lesley-Ann Brandt como Mazikeen: Confidente y aliada devota de Lucifer Morningstar, «Maze» para abreviar. Ella es un demonio que, habiendo servido como su principal torturadora, lo siguió del infierno a Los Ángeles, y actuó como barman y guardaespaldas en el club de Lucifer. En la segunda temporada, Maze busca una nueva dirección en la Tierra y se convierte en una cazarrecompensas.[9][10]
  - Lesley-Ann Brandt como Lilith (temporada 5): Madre de todos los demonios que dejó su inmortalidad para sentir lo que es ser un humano.[11]
- Scarlett Estevez como Beatrice «Trixie» Espinoza (1-3; recurrente: temporada 4-5) : la hija de Chloe y Dan, que se hace amiga de Lucifer y Mazikeen.[12]
- Rachael Harris como la Dra. Linda Martin: la psicoterapeuta de Lucifer educada en Stanford, quien inicialmente acepta «pagos» de él en forma de sexo.[8]
- Kevin Rankin como el detective Malcolm Graham (temporada 1): un oficial de policía que recibió un disparo antes del comienzo de la serie. Murió brevemente, pero Amenadiel lo trajo del infierno para matar a Lucifer, pero este fracasó y al final fue enviado de vuelta al infierno por el propio Lucifer y Chloe.[13]
- Tricia Helfer como Charlotte Richards / «Mamá» (temporadas 2–3; invitada: temporada 5[14] y temporada 6): la madre exiliada de Lucifer y Amenadiel, y esposa de Dios, quien escapó de su prisión en el infierno. Ella es descrita como «la diosa de toda la creación». En la Tierra, su alma ocupa el cuerpo de Charlotte Richards, una abogada asesinada. Después de que ella abandona el universo al final de la segunda temporada, la humana Charlotte resucita.[15]
- Aimee Garcia como Ella Lopez (temporada 2–6): una científica forense para el LAPD.[16]
- Tom Welling como el teniente Marcus Pierce / Caín (temporada 3): un teniente de policía muy respetado que supervisa el trabajo de Chloe, Dan y Ella en el LAPD. Se revela que es el inmortal Caín, que es el hijo de Adán y Eva y el hermano de Abel. Es el primer asesino del mundo, condenado a vagar por la Tierra para siempre con la Marca de Caín.[17]
- Inbar Lavi como Eva (temporada 4; recurrente: temporada 5-6: la primera mujer humana del mundo, la madre de Caín y examante de Lucifer.[18]
- Brianna Hildebrand como Aurora "Rory" Decker (temporada 6): La hija de Lucifer y Chloe del futuro.

## Episodios
| Temporada | Temporada | Episodios | Episodios | Lanzamiento original     | Lanzamiento original     | Lanzamiento original |
| Temporada | Temporada | Episodios | Episodios | Primera emisión          | Última emisión           | Cadena               |
| --------- | --------- | --------- | --------- | ------------------------ | ------------------------ | -------------------- |
|           | 1         | 13        | 13        | 25 de enero de 2016      | 25 de abril de 2016      | Fox                  |
|           | 2         | 18        | 18        | 19 de septiembre de 2016 | 29 de mayo de 2017       | Fox                  |
|           | 3         | 26        | 26        | 2 de octubre de 2017     | 28 de mayo de 2018       | Fox                  |
|           | 4         | 10        | 10        | 8 de mayo de 2019        | 8 de mayo de 2019        | Netflix              |
|           | 5         | 16        | 8         | 21 de agosto de 2020     | 21 de agosto de 2020     | Netflix              |
|           | 5         | 16        | 8         | 28 de mayo de 2021       | 28 de mayo de 2021       | Netflix              |
|           | 6         | 10        | 10        | 10 de septiembre de 2021 | 10 de septiembre de 2021 | Netflix              |

En abril de 2016, Fox renovó la serie para una segunda temporada, que se estrenó el 19 de septiembre de 2016. El 31 de octubre de 2016, la serie recibió una recolección completa de 22 episodios para la segunda temporada. El 13 de febrero de 2017, Fox renovó la serie para una tercera temporada inicialmente de 22 episodios, que se estrenó el 2 de octubre de 2017. Sin embargo, en marzo de 2017, se reveló que cuatro episodios de la segunda temporada se eliminarían y se colocarían en la tercera temporada, lo que significó que la segunda temporada consistiría en 18 episodios y la tercera temporada consistiría en 26. El 22 de enero de 2018, el escritor Chris Rafferty indicó que la tercera temporada contendría 24 episodios.
El 11 de mayo de 2018, Fox canceló la serie después de tres temporadas, afirmando que era una «decisión basada en audiencias». Antes de la cancelación de la serie, la coshowrunner, Ildy Modrovich, declaró que los dos episodios finales producidos se trasladarían a una potencial cuarta temporada. En cambio, Fox emitió ambos episodios el 28 de mayo de 2018, como un episodio extra de dos horas.
El 15 de junio de 2018, se anunció que Netflix había recogido la serie para una cuarta temporada de diez episodios, que se lanzó el 8 de mayo de 2019. El 6 de junio de 2019, Netflix renovó la serie para una quinta, y originalmente última, temporada de diez episodios. El recuento de episodios se elevó más tarde a 16. La temporada se lanzará en dos partes de ocho episodios cada una, la primera se lanzó el 21 de agosto de 2020 y la segunda el 28 de mayo de 2021.
El 23 de junio de 2020, Netflix renovó oficialmente el programa para una sexta y última temporada que se estrenó el 10 de septiembre de 2021.

## Producción

### Desarrollo
En septiembre de 2014, se informó que DC y Fox estaban desarrollando una serie de televisión basada en el personaje de The Sandman, Lucifer, escrito originalmente por Neil Gaiman. La serie es una «adaptación vaga» del cómic original.
En mayo de 2015, la serie fue recogida oficialmente por 13 episodios para la temporada 2015–16. Fox luego contrató al exalumno de Almost Human Joe Henderson como showrunner, con Tom Kapinos permaneciendo en la serie en una capacidad menor.
En una entrevista, la actriz Lesley-Ann Brandt declaró que la producción para la quinta y última temporada estaba «99% terminada», con la producción completada excepto la mitad del episodio final antes de suspender la producción debido a la pandemia de COVID-19. La producción se reanudó el 24 de septiembre de 2020 para finalizar el episodio final de la quinta temporada y comenzar la producción de la sexta temporada.

### Casting
En febrero de 2015, se anunció que Tom Ellis había sido elegido como Lucifer Morningstar, y que Tom Kapinos escribiría el piloto, dirigido por Len Wiseman. Lina Esco fue originalmente elegida como Maze (Mazikeen), sin embargo, el papel fue reelegido más tarde con Lesley-Ann Brandt. Nicholas Gonzalez interpretaría a Dan, pero fue reemplazado por Kevin Alejandro. En junio de 2016, se anunció que Tricia Helfer había sido elegida como la madre de Lucifer y Amenadiel, Charlotte, y que aparecería en múltiples episodios en la segunda temporada. El personaje fue promovido a principal en julio de 2016. Aimee Garcia también había sido elegida como principal en la segunda temporada, interpretando a la científica forense del LAPD Ella Lopez. En agosto de 2016, la productora ejecutiva Ildy Modrovich anunció el casting de Michael Imperioli como el ángel Uriel, el hermano menor de Amenadiel y Lucifer. Para la cuarta temporada, Graham McTavish e Inbar Lavi fueron elegidos como el Padre Kinley y Eva respectivamente. Para la quinta temporada, Netflix anunció el casting de Matthew Bohrer como Donovan Glover.
En febrero de 2020, se informó que Netflix y Warner Bros. habían comenzado conversaciones para renovar el programa por una sexta temporada. En marzo de 2020, se informó que Tom Ellis y otras estrellas de la serie se habían inscrito para una sexta temporada. Sin embargo, una disputa contractual llevó a Ellis a no ser firmado oficialmente hasta finales de mayo.

### Filmación
Aunque el piloto se filmó en Los Ángeles, California, el resto de la primera temporada y la totalidad de la segunda se filmaron en Vancouver, Columbia Británica, con algunas filmaciones exteriores en Los Ángeles. La producción se trasladó a California a partir de la tercera temporada, aprovechando los incentivos fiscales proporcionados por la Comisión de Cine de California (California Film Commission) bajo su iniciativa «Programa 2.0» y gastando USD $92,1 millones en producción. La cuarta temporada también fue filmada en Los Ángeles, así como en el estudio en Burbank de Warner Bros., gastando USD $35,8 millones en producción.

### Música
El tema de apertura es un clip de seis segundos de «Being Evil Has a Price», interpretado por la banda Heavy Young Heathens.[cita requerida] En una demanda presentada contra Warner Bros., los compositores de la canción, Robert y Aron Marderosian, afirmaron que la canción ha sido utilizada sin darles el crédito adecuado o un acuerdo de licencia.
Varios episodios incluyen actuaciones musicales de Tom Ellis, aunque ha declarado en entrevistas que si bien es su voz, el acompañamiento de piano que se ve en la pantalla no es realmente suyo. Neil Gaiman es fanático de David Bowie, y parte de la música de Bowie se ha utilizado en la serie (la ilustración de Lucifer en los cómics también se basa en Bowie).
Simultáneamente con el lanzamiento de la primera mitad de la temporada 5, WaterTower Music lanzó una banda sonora oficial que contenía grabaciones del elenco de las cinco temporadas publicadas.

## Lanzamiento
| Temporada | Temporada | Fechas de lanzamiento en DVD y Blu-ray | Fechas de lanzamiento en DVD y Blu-ray | Fechas de lanzamiento en DVD y Blu-ray |
| Temporada | Temporada | Región 1                               | Región 2                               | Región 4                               |
| --------- | --------- | -------------------------------------- | -------------------------------------- | -------------------------------------- |
|           | 1         | 23 de agosto de 2016                   | 17 de octubre de 2016                  | 19 de octubre de 2016                  |
|           | 2         | 22 de agosto de 2017                   | 21 de agosto de 2017                   | 23 de agosto de 2017                   |
|           | 3         | 28 de agosto de 2018                   | 3 de septiembre de 2018                | —                                      |
|           | 4         | 12 de mayo de 2020                     | 13 de julio de 2020                    | —                                      |

### Emisión
En sus primeras tres temporadas, Lucifer se emitió en Estados Unidos por Fox, en 720p, alta definición y sonido envolvente 5.1 Dolby Digital. La primera y segunda temporada se emitieron el lunes a las 9 p. m. ET, antes de pasar al horario de 8 p. m. los lunes para la tercera temporada. Hulu poseía los derechos exclusivos de streaming en Estados Unidos, y cada temporada se lanzó después de su emisión en Fox, pero se mudó a Netflix en diciembre de 2018. CTV poseía los derechos de emisión para Canadá. En Reino Unido, Amazon Video poseía los derechos de estreno en streaming, y cada episodio se emitía en menos de 24 horas después de la emisión en Estados Unidos. También se emitía por el canal de televisión Fox. La serie se emitió en FX en Australia antes de pasar a Fox8 durante su tercera temporada cuando FX cerró y en TVNZ1 en Nueva Zelanda.

## Recepción

### Audiencias
| Temporada | Horario (ET)     | Episodios | Primera emisión          | Primera emisión      | Última emisión      | Última emisión       | Ranking | Prom. de espectadores (millones) |
| Temporada | Horario (ET)     | Episodios | Fecha                    | Audiencia (millones) | Fecha               | Audiencia (millones) | Ranking | Prom. de espectadores (millones) |
| --------- | ---------------- | --------- | ------------------------ | -------------------- | ------------------- | -------------------- | ------- | -------------------------------- |
| 1         | lunes 9:00 p. m. | 13        | 25 de enero de 2016      | 7,16                 | 25 de abril de 2016 | 3,89                 | 62      | 7,17                             |
| 2         | lunes 9:00 p. m. | 18        | 19 de septiembre de 2016 | 4,36                 | 29 de mayo de 2017  | 3,31                 | 85      | 5,13                             |
| 3         | lunes 8:00 p. m. | 26        | 2 de octubre de 2017     | 3,92                 | 28 de mayo de 2018  | 2,42                 | 119     | 4,16                             |

Tras el lanzamiento de su segunda mitad de la quinta temporada en Netflix, Lucifer ha estado en la cima de las calificaciones de transmisión de Nielsen, obteniendo 1.800 millones de minutos de visualización desde el 31 de mayo hasta el 6 de junio de 2021.

### Recepción crítica
| Temporada | Temporada | Respuesta crítica | Respuesta crítica |
| Temporada | Temporada | Rotten Tomatoes   | Metacritic        |
| --------- | --------- | ----------------- | ----------------- |
|           | 1         | 49% (43 reseñas)  | 49 (24 reseñas)   |
|           | 2         | 100% (9 reseñas)  | —                 |
|           | 3         | 100% (7 reseñas)  | —                 |
|           | 4         | 100% (8 reseñas)  | —                 |
|           | 5         | 81% (21 reseñas)  | —                 |
|           | 6         | 100% (12 reseñas) | —                 |

El episodio piloto se proyectó en julio en la San Diego Comic-Con de 2015. El piloto fue recibido positivamente por los espectadores, y Dan Wickline de Bleeding Cool elogió el episodio, diciendo «el programa en sí es agradable debido al gran diálogo y la entrega perfecta de su protagonista» y «Esta versión de Lucifer se niega a tomar casi nada en serio y el programa es mejor por ello». Max Nicholson de IGN calificó el episodio piloto con un 6.9/10, elogiando la actuación de Tom Ellis como Lucifer y el tono alegre de la serie, pero criticando la serie por ser esencialmente otra serie de crimen de procedimiento.
La primera temporada recibió críticas generalmente negativas. El sitio web del agregador de reseñas Rotten Tomatoes informa un 49% de aprobación basado en 43 reseñas, con una calificación promedio de 5.36/10. El consenso crítico del sitio dice: «Lucifer tiene atractivo sexual, pero el formato de procedimiento policial trillado del programa socava una premisa potencialmente entretenida». Metacritic, que utiliza un promedio ponderado, asignó una puntuación de 49 de 100 basado en 25 reseñas, indicando «revisiones mixtas o promedio».
Las críticas han sido mucho más positivas al resto de la serie. La segunda temporada tiene un 100% en Rotten Tomatoes basado en 9 reseñas, con una calificación promedio de 7.83/10. El consenso crítico del sitio dice: «Tom Ellis continúa brillando como la Estrella de la Mañana, aunque quizás podría volar más alto si no estuviera encerrado en un formato tan familiar».
Ed Power de The Telegraph le dio al estreno de la segunda temporada un 4/5, afirmando que «es totalmente engañada por su propia ridiculez». Bernard Boo de We Got This Covered le dio al estreno 3.5/5 estrellas, diciendo «La segunda temporada de Lucifer ha tenido un buen comienzo, aprovechando las fortalezas del programa y conservando algunas de las debilidades. Sigue siendo una hora de televisión sin complejos, sórdida y demoníacamente divertida». LaToya Ferguson de The A.V. Club le dio una B, calificando el episodio de divertido con «momentos realmente divertidos por venir» y diciendo que el estreno «comienza la temporada con una buena nota». Elogió la actuación de Tom Ellis llamándolo «tono perfecto».

### Premios y nominaciones
| Año  | Premio                               | Nominado(s)  | Categoría                                                                                              | Resultado | Fuente(s)       |
| ---- | ------------------------------------ | ------------ | --- | --------- | --------------- |
| 2016 | Teen Choice Awards                   | Tom Ellis    | Estrella revelación                                                                                    | Nominado  | [ 115 ]         |
| 2016 | Teen Choice Awards                   | Lucifer      | Programa revelación                                                                                    | Nominado  | [ 115 ]         |
| 2017 | Premios a la Representación Bisexual | Tom Ellis    | Mejor representación bisexual por un personaje principal - Masculino                                   | Ganador   | [ 116 ] [ 117 ] |
| 2017 | Premios People's Choice              | Lucifer      | Drama de crimen de televisión favorito                                                                 | Nominado  | [ 118 ]         |
| 2017 | Premios Saturn                       | Lucifer      | Mejor serie de televisión de fantasía                                                                  | Nominado  | [ 119 ]         |
| 2017 | Premios Dragon                       | Lucifer      | Mejor serie de ciencia ficción o fantasía                                                              | Nominado  | [ 120 ]         |
| 2018 | Premios a la Representación Bisexual | Tom Ellis    | Mejor representación bisexual por un personaje principal - Masculino                                   | Ganador   | [ 121 ]         |
| 2018 | Premios a la Representación Bisexual | Lucifer      | Mejor representación bisexual de un programa de televisión                                             | Ganador   | [ 121 ]         |
| 2021 | American Society of Cinematographers | Ken Glassing | Logro destacado en cinematografía en un episodio de una serie de televisión de una hora - No comercial | Nominado  | [ 122 ]         |
| 2021 | Critics' Choice Super Awards         | Lucifer      | Mejor serie de superhéroes                                                                             | Nominado  | [ 123 ]         |
| 2021 | Critics' Choice Super Awards         | Tom Ellis    | Mejor actor en una serie de superhéroes                                                                | Nominado  | [ 123 ]         |
| 2021 | Critics' Choice Super Awards         | Tom Ellis    | Mejor villano de una serie                                                                             | Nominado  | [ 123 ]         |
| 2021 | Hollywood Critics Association Awards | Tom Ellis    | Mejor actor en una serie de streaming, comedia                                                         | Pendiente | [ 124 ]         |
| 2021 | Hollywood Critics Association Awards | Tom Ellis    | Icono del pop                                                                                          | Ganador   | [ 125 ]         |
| 2021 | Premios Primetime Emmy               | Lucifer      | Premio Primetime Emmy por coreografía sobresaliente                                                    | Nominado  | [ 126 ]         |

### Campaña de censura
El 28 de mayo de 2015, el sitio web de la American Family Association (AFA) One Million Moms lanzó una petición para evitar la emisión de la serie. La petición declaraba que la serie «glorificaría a Satanás como una persona amable y cariñosa en carne humana». Lanzó la petición y 31,312 personas la habían firmado antes de la fecha de estreno de la serie. Publicada en la misma fecha en el sitio web principal de la AFA, la petición obtuvo 134,331 firmas antes de la fecha de estreno. En respuesta a la petición, el creador del personaje Neil Gaiman comentó en su página de Tumblr:

«Ah. Parece que fue ayer (pero fue en 1991) que las «Madres preocupadas de América» (Concerned Mothers of America) anunciaron que estaban boicoteando a The Sandman porque contenía personajes lesbianas, gays, bisexuales y trans. Fue Wanda lo que más les molestó: la idea de una mujer trans en un cómic... Nos dijeron que estaban organizando un boicot a The Sandman, que solo detendrían si escribíamos a la American Family Association y prometíamos reforma. Me pregunto si notaron que no funcionó la última vez, tampoco...».

 Independientemente de la campaña, Fox renovó la serie en abril de 2016 para una segunda temporada.

### Reacciones por cancelación
El 11 de mayo de 2018, después de la cancelación inicial de la serie, el coshowrunner Joe Henderson indicó que el final de la tercera temporada presentaría un «gran final en suspenso» que estaba destinado a disuadir a Fox de cancelar la serie y alentó a los fanáticos a «hacer ruido» con el hashtag #SaveLucifer (#SalvarLucifer). Fanáticos, así como el elenco y el equipo, se unieron en Twitter y #SaveLucifer pronto se convirtió en el tema de tendencia #1. Un segundo hashtag, #PickUpLucifer (#RecogerLucifer), surgió como un tema de tendencia también. También comenzó a circular una petición en línea destinada a renovar Lucifer para una cuarta temporada en una nueva red. Warner Bros. Television posteriormente comenzó a ofrecer la serie a servicios de cable premium y streaming. El 15 de junio de 2018, Netflix retomó la serie para una cuarta temporada. El penúltimo episodio de la cuarta temporada se titula «Save Lucifer» en honor a la campaña.

## Arrowverso
Lucifer Morningstar (Tom Ellis) hace un cameo en el evento cruce del Arrowverso de DC Comics, «Crisis on Infinite Earths», que está compuesto de los programas de televisión Arrow, The Flash, Supergirl, Batwoman y Legends of Tomorrow. Los eventos se establecen en el período de cinco años de la llegada de Lucifer a la Tierra, que es antes de la primera temporada de Lucifer. El evento también establece retroactivamente el mundo de la serie como Tierra-666, y confirma que Lucifer es consciente del multiverso.